# Maserati A8GCS

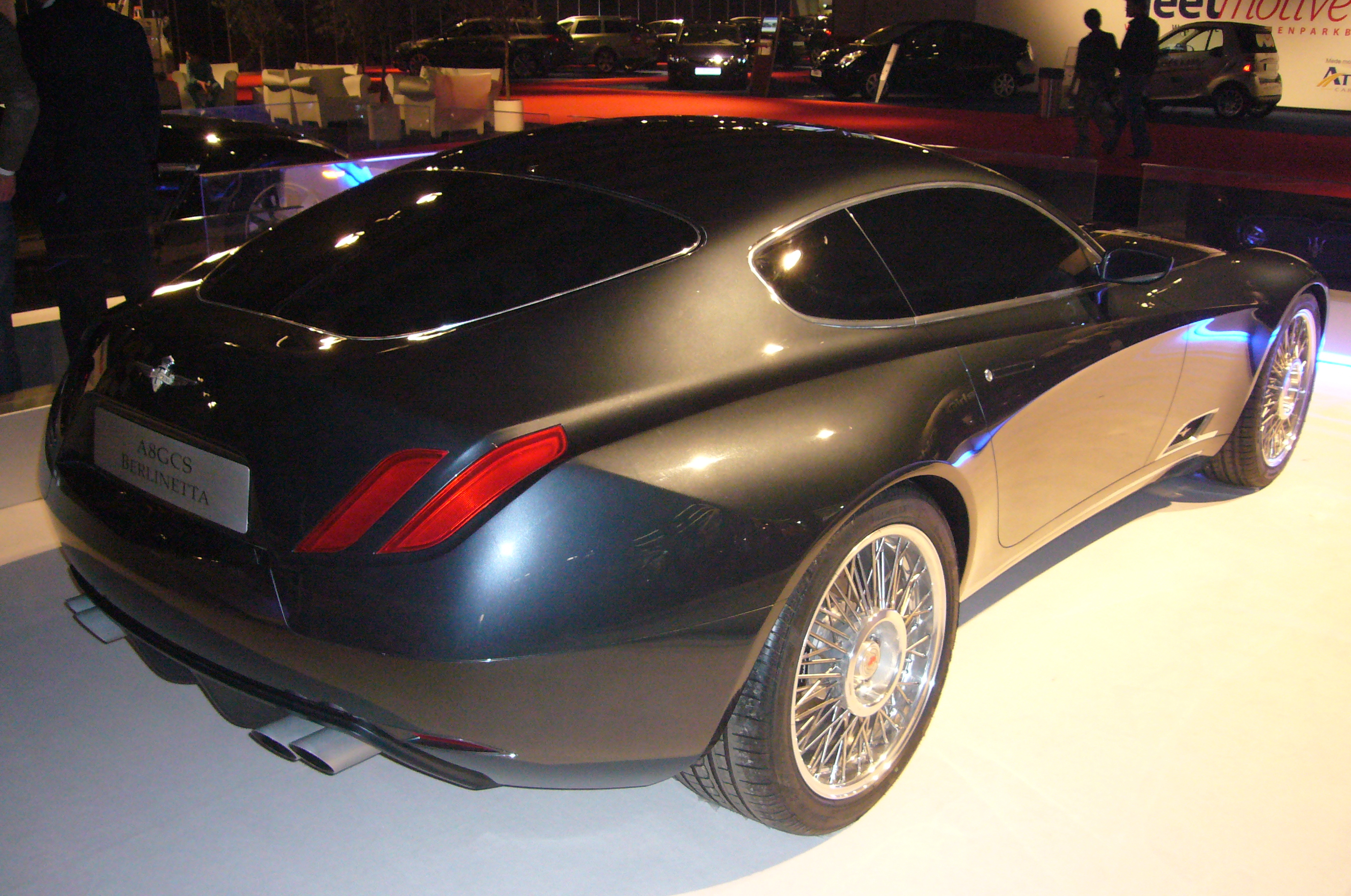
Maserati A8GCS Berlinetta Touring, achteraanzicht

De Maserati A8GCS Berlinetta is een conceptauto van de Italiaanse autofabrikant Maserati die voor het eerst vertoond werd op het Concorso d'eleganza Villa d'Este in 2008. De A8GCS Berlinetta is geïnspireerd op de Maserati A6GCS Berlinetta Pininfarina uit de jaren '50.
De  A8GCS Berlinetta is een tweezitter GT die ontworpen werd door het Italiaanse designhuis Carrozzeria Touring Superleggera. De wagen is gebouwd op een buizenframe en heeft een koetswerk uit aluminium. Daardoor bedraagt zijn totale gewicht slechts 1200 kg. Touring herbruikte diverse componenten van de Maserati GranSport Coupé, waaronder de 4,2 liter V8-motor die een vermogen van 400 pk levert.